# Terin Humphrey
Terin Humphrey (St. Joseph (Misuri), 14 de agosto de 1986) es una gimnasta artística estadounidense, doble subcampeona olímpica en 2004 en la prueba de las barras asimétricas y por equipos, y campeona mundial en 2003 en equipos.

## Carrera deportiva
En el Mundial celebrado en Anaheim (Estados Unidos) gana el oro por equipos, por delante de Rumania y Australia; sus compañeras fueron: Chellsie Memmel, Carly Patterson, Tasha Schwikert, Hollie Vise y Courtney Kupets.
En los JJ. OO. de Atenas 2004 gana la plata en las barras asimétricas, tras la francesa Émilie Lepennec (oro) y delante de sus compatriota Courtney Kupets (bronce). También gana la plata por equipos —tras Rumania y por delante de Rusia— siendo sus compañeras: Mohini Bhardwaj, Annia Hatch, Courtney Kupets, Courtney McCool y Carly Patterson.